# Баллен, Клод
Клод Балле́н Первый, или Старший, (фр. Claude Ballin; 1615, Париж — 22 января 1678, Париж) — французский ювелир, золотых дел мастер, придворный ювелир французского короля Людовика XIV. Вместе со своим племянником Клодом Балленом Младшим и мужем его сестры Николя Делоне, был одним из самых выдающихся ювелиров своего времени.

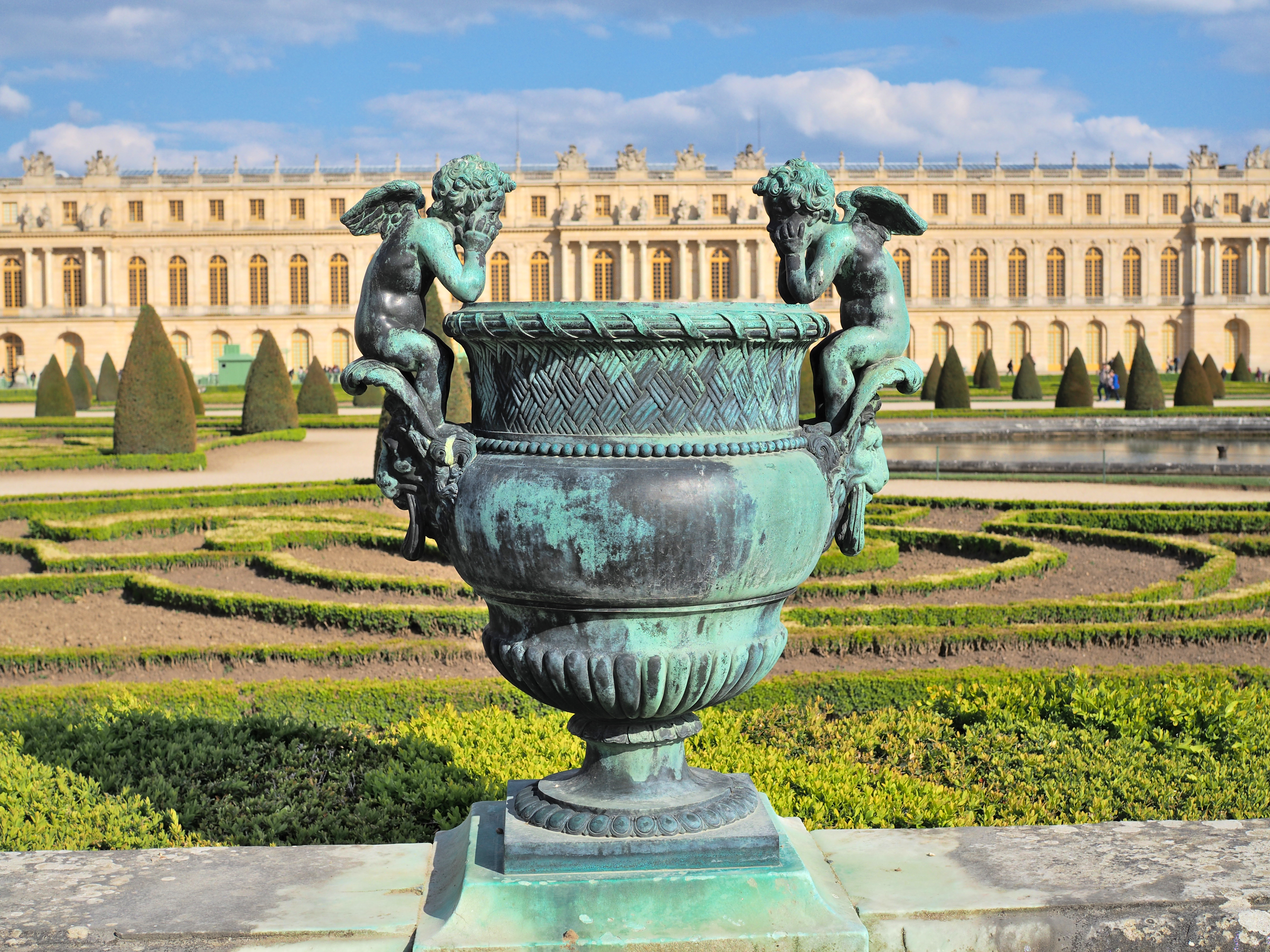
Ваза с амурами. 1665. Бронза. Партер в Версале

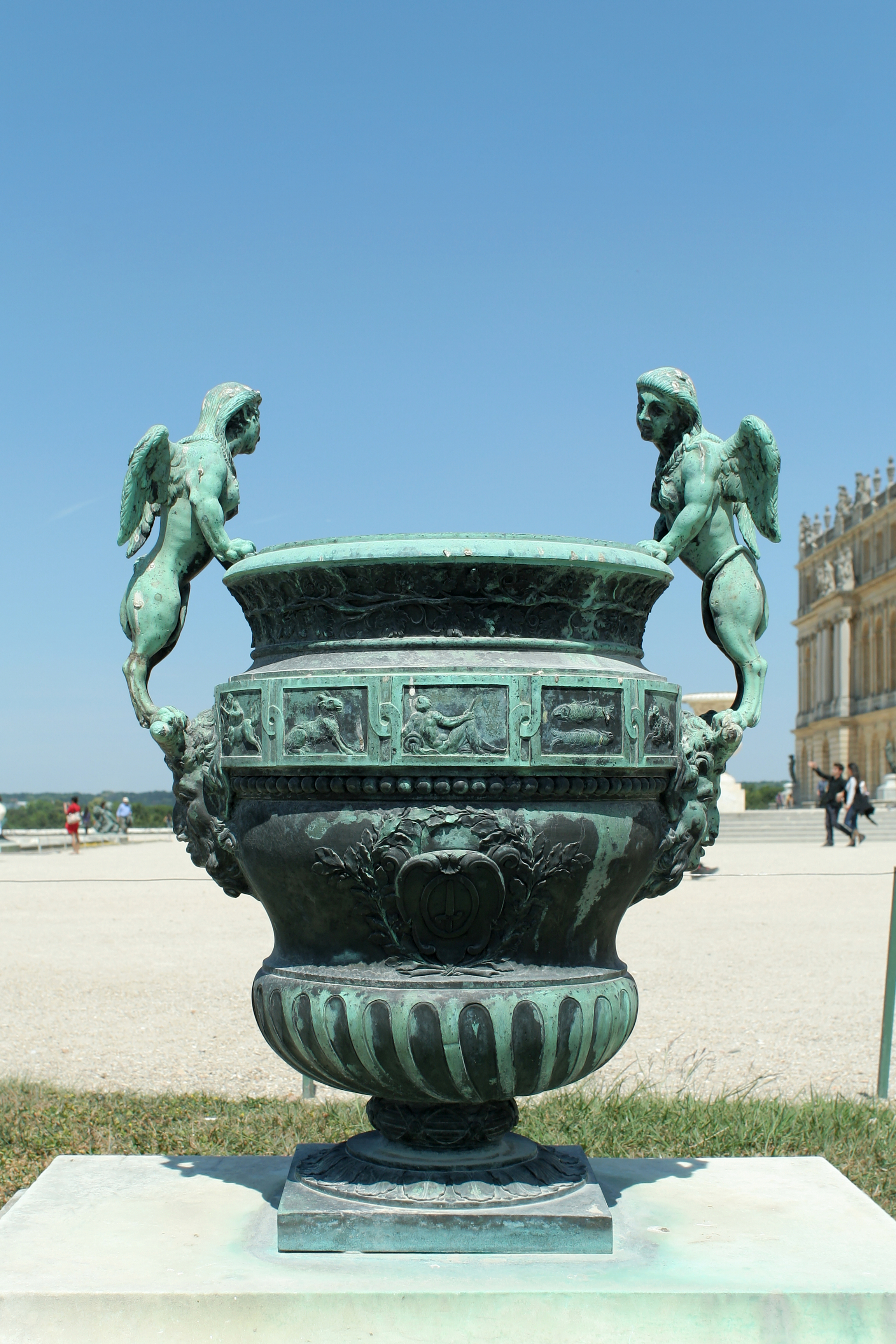
Ваза с химерами. 1665. Бронза. Партер в Версале

## Биография
Клод Баллен был родоначальником большой семьи ювелиров, золотых и серебряных дел мастеров, бронзовщиков и златокузнецов. Имел собственную мастерскую во дворце Лувра, работал вместе с братом Мишелем Балленом. Сын последнего — Клод Баллен Младший также был выдающимся ювелиром.
Получив первые навыки рисования в семье, Клод начал с копирования картин Никола Пуссена. В возрасте девятнадцати лет он изготовил серебряные чаши с рельефным декором: аллегорией четырёх веков мира (quatre âges du monde), которые приобрёл кардинал Ришельё и заказал соответствующие чашам четыре вазы. Баллен также сделал золотую раму большого зеркала для королевы-матери Анны Австрийской.
Для партера в Версале по моделям Баллена были созданы варианты парных бронзовых ваз с ручками в виде амуров, химер и сфинксов. В 1690-х годах Клод Баллен выполнил для Тронного зала в Большом версальском дворце трон короля из литого серебра, а также большой серебряный сервиз, гигантские серебряные вазы и канделябры для приёмов в Зеркальной галерее. Всего 200 предметов мебели, сделанных из 20 тонн чистого серебра. За эту работу Баллен получил должность придворного ювелира Короля-Солнце Людовика XIV и стал одним из создателей «большого стиля» — уникального соединения элементов классицизма и барокко.
Клод Баллен выполнил также набор драгоценного оружия короля. Однако в 1689 году в связи с финансовыми трудностями король издал печально известный «Указ против роскоши», согласно которому все драгоценные изделия были отправлены на переплавку. Погибло огромное количество уникальных произведений искусства «большого стиля», в первую очередь произведений Клода Баллена и других королевских ювелиров. Но денег королю всё равно не хватило и указ был повторен в 1700 году.
В последние годы Клод Баллен работал по приказанию короля над созданием медалей и монетовидных жетонов. Эскизы мебели из серебра работы Баллена были приобретены королем Швеции Густавом III, поклонником творчества мастера, и в настоящее время хранятся в Национальном музее в Стокгольме.